# Ferme de Chanial
La ferme de Chanial est une ferme située en France sur la commune de Cayres, dans la région Auvergne-Rhône-Alpes.

## Localisation
La ferme est située dans le département français de la Haute-Loire, sur la commune de Cayres, dans l'ancienne région administrative d'Auvergne.

## Historique
Construite au XIXe siècle, cette ferme a préservé ses agencements d'origine. Elle illustre l'architecture rurale typique de la région des plateaux sud-ouest du Velay, érigée en pierre volcanique.

## Description
Les structures se composent d'un logis d'habitation et de dépendances en retour. Leurs façades s'ouvrent sur une cour délimitée par un mur de clôture, formant ainsi un carré avec l'ensemble de la ferme. Le bâtiment des dépendances comprend, au rez-de-chaussée, une étable accessible de plain-pied, ainsi qu'une grange à l'étage, accessible par un escalier extérieur droit.

## Protection
La ferme est inscrite au titre des monuments historiques par arrêté du 10 septembre 1990.